# میدل دورال، نیو ساوت ولز
میدل دورال (به انگلیسی: Middle Dural) یک حومه شهر در استرالیا است که در نیو ساوت ولز واقع شده‌است.